# Liste des conseillers départementaux de la Seine-Maritime
Pour un article plus général, voir Conseil départemental de la Seine-Maritime.

## Composition du conseil départemental de la Seine-Maritime
| Présidence du Conseil départemental  |       |       |      |                                              |
| Bertrand Bellanger (LREM)            |       |       |      |                                              |
| Parti                                | Sigle | Sigle | Élus | Groupes                                      |
| Majorité (34 sièges)                 |       |       |      |                                              |
| Divers droite                        |       | DVD   | 13   | Ensemble la Seine-Maritime                   |
| Les Républicains                     |       | LR    | 10   | Ensemble la Seine-Maritime                   |
| Union des démocrates et indépendants |       | UDI   | 4    | Ensemble la Seine-Maritime                   |
| Agir                                 |       | Agir  | 2    | Ensemble la Seine-Maritime                   |
| Divers gauche                        |       | DVG   | 2    | Ensemble la Seine-Maritime                   |
| Les Centristes                       |       | LC    | 1    | Ensemble la Seine-Maritime                   |
| Mouvement radical                    |       | MR    | 1    | Ensemble la Seine-Maritime                   |
| La République en marche              |       | LREM  | 1    | Ensemble la Seine-Maritime                   |
| Indépendant (2 sièges)               |       |       |      |                                              |
| Divers gauche                        |       | DVG   | 2    | Agir ensemble au Département                 |
| Opposition (34 sièges)               |       |       |      |                                              |
| Parti socialiste                     |       | PS    | 21   | Pour les Seinomarins                         |
| Divers gauche                        |       | DVG   | 3    | Pour les Seinomarins                         |
| Parti communiste français            |       | PCF   | 8    | Gauche combative, communiste et républicaine |
| Europe Écologie Les Verts            |       | EÉLV  | 2    | Écologie 76                                  |

## Liste des conseillers départementaux de laSeine-Maritime

### Conseillers par canton
| Canton                   | Conseiller sortant         | Parti | Parti | Conseiller élu             | Parti | Parti |
| ------------------------ | -------------------------- | ----- | ----- | -------------------------- | ----- | ----- |
| Barentin                 | Christophe Bouillon        |       | PS    | Christophe Bouillon        |       | PS    |
| Barentin                 | Pierrette Canu             |       | PS    | Pierrette Canu             |       | PS    |
| Bois-Guillaume           | Nathalie Lecordier         |       | DVD   | Nathalie Lecordier         |       | DVD   |
| Bois-Guillaume           | Pascal Martin              |       | MR    | Pascal Martin              |       | MR    |
| Bolbec                   | Dominique Métot            |       | DVD   | Dominique Métot            |       | DVG   |
| Bolbec                   | Murielle Moutier-Lecerf    |       | DVD   | Murielle Moutier-Lecerf    |       | DVD   |
| Canteleu                 | David Lamiray              |       | PS    | David Lamiray              |       | PS    |
| Canteleu                 | Brigitte Manzanarès        |       | PS    | Brigitte Manzanarès        |       | PS    |
| Caudebec-lès-Elbeuf      | Frédéric Marche            |       | DVG   | Frédéric Marche            |       | DVG   |
| Caudebec-lès-Elbeuf      | Nadia Mezrar               |       | PS    | Nadia Mezrar               |       | PS    |
| Darnétal                 | Marylène Follet            |       | PS    | Laurent Grelaud            |       | DVG   |
| Darnétal                 | Jacques-Antoine Philippe   |       | PS    | Séverine Groult            |       | DVG   |
| Dieppe-1                 | André Gautier              |       | LR    | André Gautier              |       | LR    |
| Dieppe-1                 | Imelda Vandecandelaer      |       | LR    | Imelda Vandecandelaer      |       | LR    |
| Dieppe-2                 | Blandine Lefebvre          |       | UDI   | Maryline Fournier          |       | PCF   |
| Dieppe-2                 | Jean-Christophe Lemaire    |       | LR    | Nicolas Langlois           |       | PCF   |
| Elbeuf                   | Julie Lesage               |       | PS    | Julie Lesage               |       | PS    |
| Elbeuf                   | Jean-Pierre Jaouen         |       | PS    | Didier Marie               |       | PS    |
| Eu                       | Marie Le Vern              |       | PS    | Valérie Garraud            |       | DVG   |
| Eu                       | Didier Régnier             |       | PS    | Laurent Jacques            |       | PCF   |
| Fécamp                   | Alain Bazille              |       | DVD   | Alain Bazille              |       | DVD   |
| Fécamp                   | Dominique Tessier          |       | DVD   | Dominique Tessier          |       | DVD   |
| Gournay-en-Bray          | Virginie Lucot-Avril       |       | LR    | Joël Decoudre              |       | LR    |
| Gournay-en-Bray          | Eric Picard                |       | LR    | Virginie Lucot-Avril       |       | LR    |
| Grand-Quevilly           | Tacko Diallo               |       | PS    | Tacko Diallo               |       | PS    |
| Grand-Quevilly           | Nicolas Rouly              |       | PS    | Nicolas Rouly              |       | PS    |
| Le Havre-1               | Christian Duval            |       | LR    | Christian Duval            |       | LR    |
| Le Havre-1               | Florence Thibaudeau Rainot |       | DVD   | Florence Thibaudeau Rainot |       | DVD   |
| Le Havre-2               | Jérôme Dubost              |       | PS    | Jérôme Dubost              |       | PS    |
| Le Havre-2               | Nacéra Vieuble             |       | DVG   | Christiane Morel           |       | PCF   |
| Le Havre-3               | Alban Bruneau              |       | PCF   | Alban Bruneau              |       | PCF   |
| Le Havre-3               | Sophie Hervé               |       | PCF   | Sophie Hervé               |       | PCF   |
| Le Havre-4               | Louisa Couppey             |       | LR    | Louisa Couppey             |       | LR    |
| Le Havre-4               | Sébastien Tasserie         |       | DVD   | Pascal Cramoisan           |       | LR    |
| Le Havre-5               | Agnès Firmin-Le Bodo       |       | Agir  | Agnès Firmin-Le Bodo       |       | Agir  |
| Le Havre-5               | Patrick Teissere           |       | Agir  | Patrick Teissere           |       | Agir  |
| Le Havre-6               | Nicolas Beauché            |       | LR    | Christelle Msica Guerout   |       | UDI   |
| Le Havre-6               | Christelle Msica Guerout   |       | UDI   | Florent Saint Martin       |       | DVD   |
| Luneray                  | Chantal Cottereau          |       | UDI   | Chantal Cottereau          |       | UDI   |
| Luneray                  | Martial Hauguel            |       | DVD   | Vincent Renoux             |       | DVD   |
| Mesnil-Esnard            | Hélène Brohy               |       | DVD   | Julien Demazure            |       | DVD   |
| Mesnil-Esnard            | Patrick Chauvet            |       | LC    | Delphine Duramé            |       | DVD   |
| Mont-Saint-Aignan        | Bertrand Bellanger         |       | LREM  | Bertrand Bellanger         |       | LREM  |
| Mont-Saint-Aignan        | Catherine Flavigny         |       | LR    | Catherine Flavigny         |       | LR    |
| Neufchâtel-en-Bray       | Nicolas Bertrand           |       | LR    | Nicolas Bertrand           |       | LR    |
| Neufchâtel-en-Bray       | Yvette Lorand Pasquier     |       | UDI   | Armelle Biloquet           |       | DVD   |
| Notre-Dame-de-Bondeville | Guillaume Coutey           |       | PS    | Guillaume Coutey           |       | PS    |
| Notre-Dame-de-Bondeville | Agnès Largillet            |       | PS    | Agnès Largillet            |       | PS    |
| Octeville-sur-Mer        | Florence Durande           |       | LR    | Florence Durande           |       | LR    |
| Octeville-sur-Mer        | Jean-Louis Rousselin       |       | DVD   | Olivier Roche              |       | DVD   |
| Le Petit-Quevilly        | Pierre Carel               |       | PS    | Pierre Carel               |       | PS    |
| Le Petit-Quevilly        | Charlotte Goujon           |       | PS    | Charlotte Goujon           |       | PS    |
| Port-Jérôme-sur-Seine    | Martine Blondel            |       | PS    | Bastien Coriton            |       | PS    |
| Port-Jérôme-sur-Seine    | Bastien Coriton            |       | PS    | Patricia Renou             |       | DVG   |
| Rouen-1                  | Jean-François Bures        |       | LR    | Marie Fouquet              |       | PS    |
| Rouen-1                  | Marine Caron               |       | UDI   | Valentin Rasse Lambrecq    |       | PS    |
| Rouen-2                  | Christine de Cintré        |       | PS    | Jean-Michel Bérégovoy      |       | EÉLV  |
| Rouen-2                  | Ludovic Delesque           |       | PS    | Florence Hérouin-Léautey   |       | PS    |
| Rouen-3                  | Mamadou Diallo             |       | PS    | Stéphane Martot            |       | EÉLV  |
| Rouen-3                  | Caroline Dutarte           |       | PS    | Caroline Dutarte           |       | PS    |
| Saint-Étienne-du-Rouvray | Stéphane Barré             |       | PCF   | Séverine Botte             |       | PCF   |
| Saint-Étienne-du-Rouvray | Séverine Botte             |       | PCF   | Joachim Moyse              |       | PCF   |
| Saint-Romain-de-Colbosc  | Sophie Allais              |       | LR    | David Guerin               |       | DVC   |
| Saint-Romain-de-Colbosc  | Denis Merville             |       | LR    | Claire Gueroult            |       | DVC   |
| Saint-Valery-en-Caux     | Jean-Louis Chauvensy       |       | LR    | Jérôme Lheureux            |       | DVC   |
| Saint-Valery-en-Caux     | Cécile Sineau-Patry        |       | UDI   | Cécile Sineau-Patry        |       | LR    |
| Sotteville-lès-Rouen     | Catherine Depitre          |       | PS    | Léa Pawelski               |       | PS    |
| Sotteville-lès-Rouen     | Caroline Dutarte           |       | PS    | Alexis Ragache             |       | PS    |
| Yvetot                   | Charlotte Masset           |       | UDI   | Séverine Gest              |       | DVD   |
| Yvetot                   | Alfred Trassy-Paillogues   |       | LR    | Didier Terrier             |       | DVD   |

## Anciens conseillers généraux
interroger la page automatique : Catégorie:Conseiller général de la Seine-Maritime